# Marbas
Marbas ili Barbas je, prema demonologiji, pet duh iz Goecije s naslovom predsjednika u paklu, koji vlada nad trideset i šest legija. Može mijenjati oblik po volji, premda se najčešće pojavljuje u obliku lava ili u ljudskom obličju. Poznaje tajna znanja, uzrokuje bolesti, ali ih može i liječiti. Razumije se u mehaniku i vještinu izrade rukotvorina. Daje mudrost. Može mijenjati izgled ljudima.
Prema djelu Johanna Weyera Pseudomonarchia Daemonum (16. st.), Marbas je treći demon u paklu. Posjeduje iste karakteristike navedene u Goeciji.